# Yúliya Kaplina
Yúliya Vladímirovna Kaplina (en ruso: Юлия Владимировна Каплина; Tiumén, 11 de mayo de 1993) es una deportista rusa que compite en escalada, especialista en la prueba de velocidad.
Ganó tres medallas en el Campeonato Mundial de Escalada entre los años 2012 y 2021, y tres medallas en el Campeonato Europeo de Escalada, entre los años 2015 y 2020. Además, consiguió dos medallas en los Juegos Mundiales, en los años 2013 y 2017.

## Palmarés internacional
| Campeonato Mundial | Campeonato Mundial           | Campeonato Mundial | Campeonato Mundial |
| Año                | Lugar                        | Medalla            | Prueba             |
| ------------------ | ---------------------------- | ------------------ | ------------------ |
| 2012               | París (Francia)              | Medalla de plata   | Velocidad          |
| 2016               | París (Francia)              | Medalla de bronce  | Velocidad          |
| 2021               | Moscú (Rusia)                | Medalla de plata   | Velocidad          |
| Campeonato Europeo |                              |                    |                    |
| Año                | Lugar                        | Medalla            | Prueba             |
| 2015               | Chamonix (Francia)           | Medalla de plata   | Velocidad          |
| 2017               | Campitello di Fassa (Italia) | Medalla de oro     | Velocidad          |
| 2020               | Moscú (Rusia)                | Medalla de bronce  | Velocidad          |